# Croceverde Giardini
Croceverde Giardini était un village de Sicile, au milieu de la Conca d'Oro autour de Palerme, qui jouxte Ciaculli (au nord-est) et Gibilrossa (it) au sud-ouest. 
Aujourd'hui intégré à la commune de Palerme, Giardini est habité par environ 1 000 personnes et reste relativement rural.
Il est célèbre en tant que fief du clan Greco, aux côtés de Ciaculli, mais aussi pour ses mandarines, qui figurent dans le catalogue Arche du goût initié par le mouvement Slow Food. On y cultive aussi des nèfles.
Elle eut comme boss Michele Greco, qui y avait une villa, Leonardo et Pino Greco.  